# نظام معلومات دورة الوقود النووي
نظام معلومات دورة الوقود النووي هو قاعدة بيانات دولية لدورات الوقود النووي المدنية والتجارية التي تحتفظ بها الوكالة الدولية للطاقة الذرية.

## نبذة
يعد نظام معلومات دورة الوقود النووي أحد قواعد البيانات الخمس التي تضم نظام معلومات دورة الوقود النووي المتكامل.
وفقا لموقع الوكالة الدولية للطاقة الذرية، في 14 يونيو 2016، احتفظ نظام معلومات دورة الوقود النووي بمعلومات تتعلق بـ 650 منشأة مختلفة، وتقع في 54 دولة في جميع أنحاء العالم.
تأتي معلومات نظام معلومات دورة الوقود النووي من دول أعضاء في الوكالة الدولية للطاقة الذرية وغيرها من مصادر المعلومات العامة. يعتبر نظام معلومات دورة الوقود النووي التابع للوكالة الدولية للطاقة الذرية ضمانة نووية.

## التطوير

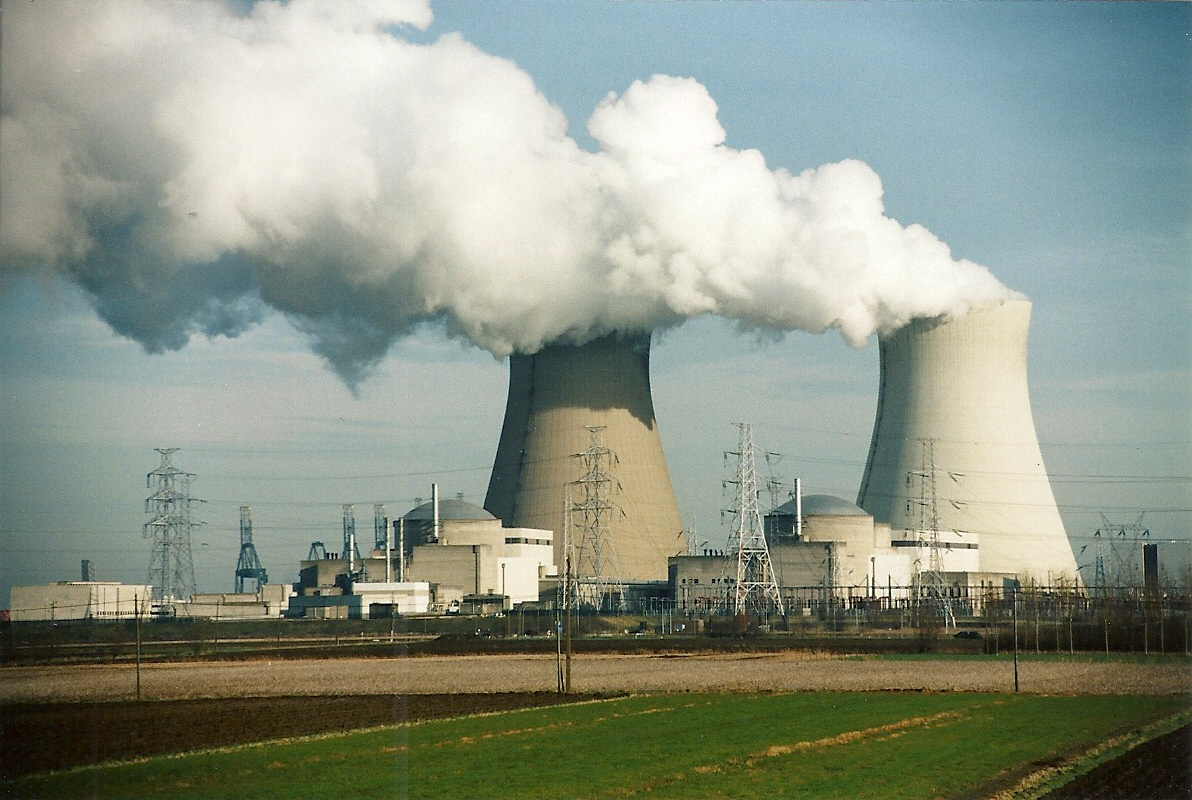
محطة للطاقة النووية في عملية خروج بخار الماء الغير المشع للتخلص من النفايات.

تطورت قاعدة بيانات نظام معلومات دورة الوقود النووي منذ تطويرها الأصلي خلال الثمانينات. يوفر التصميم الحالي لقاعدة البيانات معلومات حول أنواع المنشآت التي تتم مراقبتها حاليًا والمرافق التي يُراد مراقبتها في المستقبل من خلال قاعدة بيانات دورة الوقود النووي التابعة للوكالة الدولية للطاقة الذرية.
تشمل المعلومات الأخرى المخزنة داخل قاعدة البيانات:
- الأنشطة التشغيلية في كل منشأة
- مستوى عمليات الإنتاج التي تحدث في محطة نووية.
- وصف قصير للمرافق التي تشارك في نظام معلومات دورة الوقود النووي.[6]
- جمع المعلومات من خلال استبيانات كل بضع سنوات فيما يتعلق بمرافق تخزين الوقود النووي وإنتاجه.[7]